# Bass-Guivarc‘h-Formel
In der Mathematik berechnet die Bass-Guivarc‘h-Formel die Wachstumsrate nilpotenter Gruppen.
Eine endlich erzeugte Gruppe {\displaystyle G} ist nilpotent, wenn es eine Reihe von Untergruppen
{\displaystyle G=G_{1}\supset G_{2}\supset \ldots \supset G_{n}=\{0\}}
gibt, so dass 
{\displaystyle G_{k}/G_{k+1}\subset Z(G/G_{k+1})}
für alle {\displaystyle k}, wobei {\displaystyle Z} das Zentrum bezeichnet. Insbesondere ist {\displaystyle G_{k}/G_{k+1}} eine endlich erzeugte abelsche Gruppe für jedes {\displaystyle k}.
Joseph A. Wolf bewies 1968, dass endlich erzeugte nilpotente Gruppen polynomielles Wachstum haben, d. h. für ein (beliebiges) Erzeugendensystem ist die Anzahl der durch Produkte von {\displaystyle n} Erzeugern darstellbaren Elemente durch ein Polynom in {\displaystyle n} beschränkt.
Der optimale Grad dieses Polynoms wurde mit unterschiedlichen Beweisen von Hyman Bass und Yves Guivarc‘h gefunden. Er ist
{\displaystyle d(G)=\sum _{k\geq 1}k\cdot \operatorname {rank} (G_{k}/G_{k+1})}.